# Radošice
Radošice jsou vesnice, část obce Mladý Smolivec v okrese Plzeň-jih v Plzeňském kraji. Nachází se asi tři kilometry severně od Mladého Smolivce. Prochází zde silnice II/177 a silnice II/191. Radošice jsou také název katastrálního území o rozloze 8,37 km².

## Historie
První písemná zmínka o vesnici pochází z roku 1564.
Poblíž obce se nachází místo přezdívané „na Vraždě”, kde se 6. října 1620 střetla císařská vojska s armádou českých stavů v tzv. bitvě u Starého Smolivce během třicetileté války. Podle pramenů zde padlo 200 mužů. V roce 2011 zde obec Mladý Smolivec nechala vybudovat pomník připomínající tuto událost.

## Obyvatelstvo
| Rok            | 1869 | 1880 | 1890 | 1900 | 1910 | 1921 | 1930 | 1950 | 1961 | 1970 | 1980 | 1991 | 2001 | 2011 | 2021 |
| -------------- | ---- | ---- | ---- | ---- | ---- | ---- | ---- | ---- | ---- | ---- | ---- | ---- | ---- | ---- | ---- |
| Počet obyvatel | 473  | 457  | 447  | 432  | 406  | 404  | 352  | 230  | 237  | 199  | 154  | 127  | 119  | 115  | 113  |
| Počet domů     | 63   | 70   | 73   | 73   | 69   | 71   | 71   | 72   | 63   | 59   | 55   | 45   | 65   | 66   | 64   |

## Obecní správa
Při sčítání lidu v letech 1850–1879 Radošice byly osadou obce Dožice v okrese Blatná. V letech 1880–1975 byly samostatnou obcí, se kterým patřily nejprve do okresu Blatná, ale od roku 1960 v okrese Plzeň-jih. Od 1. ledna 1976 jsou částí obce Mladý Smolivec v okrese Plzeň-jih.

## Galerie

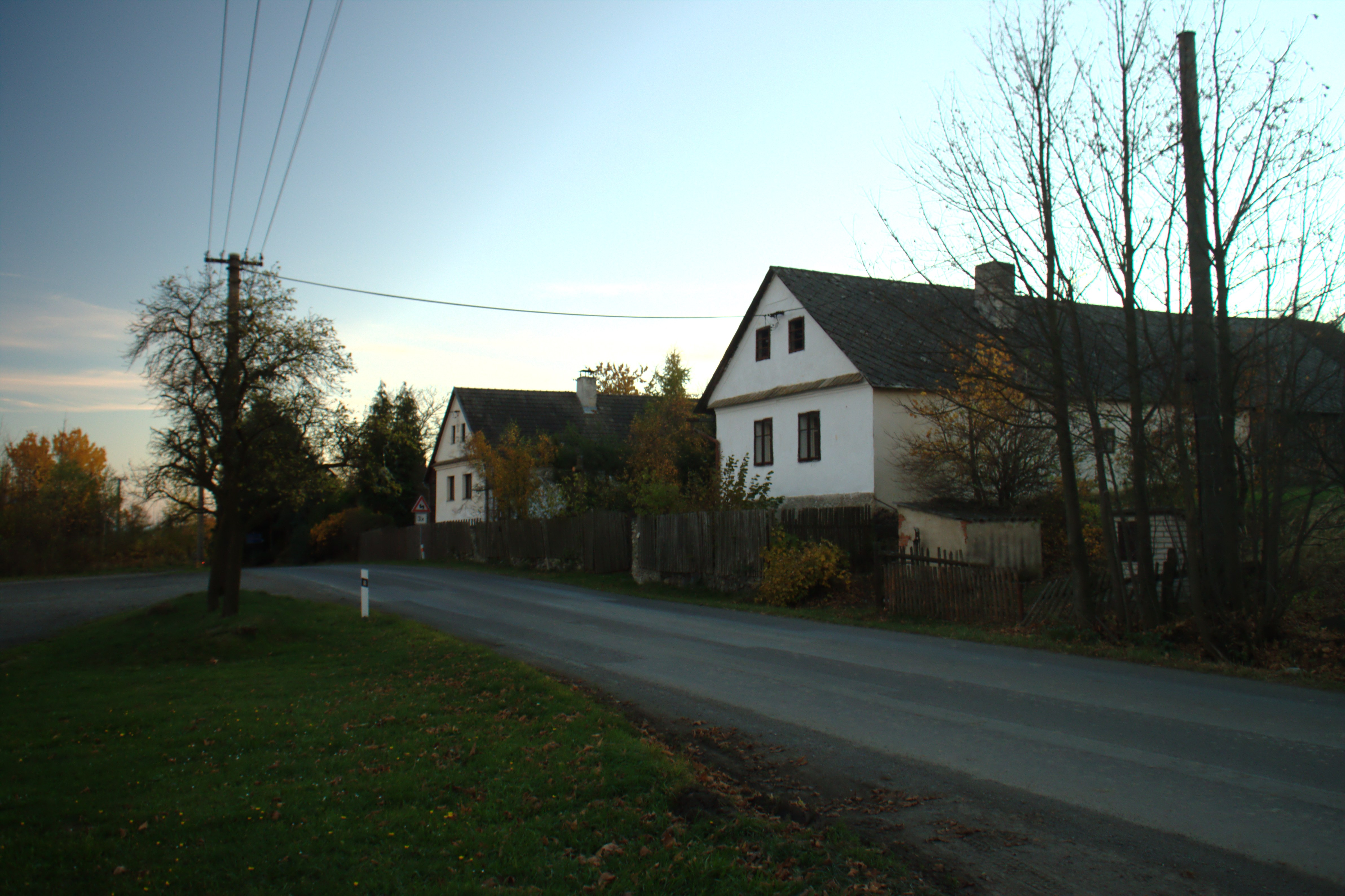
Domy u silnice
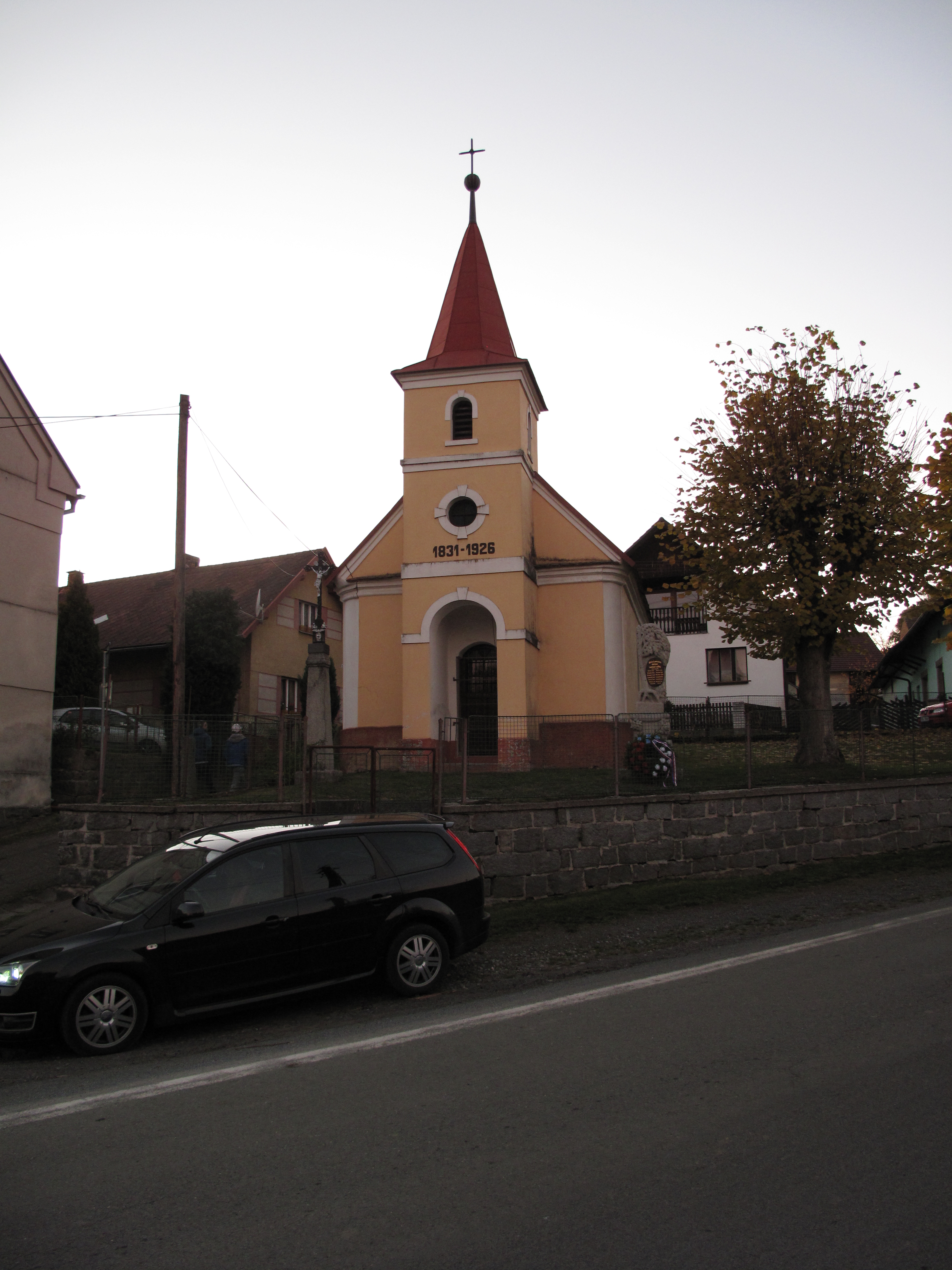
Kaplička
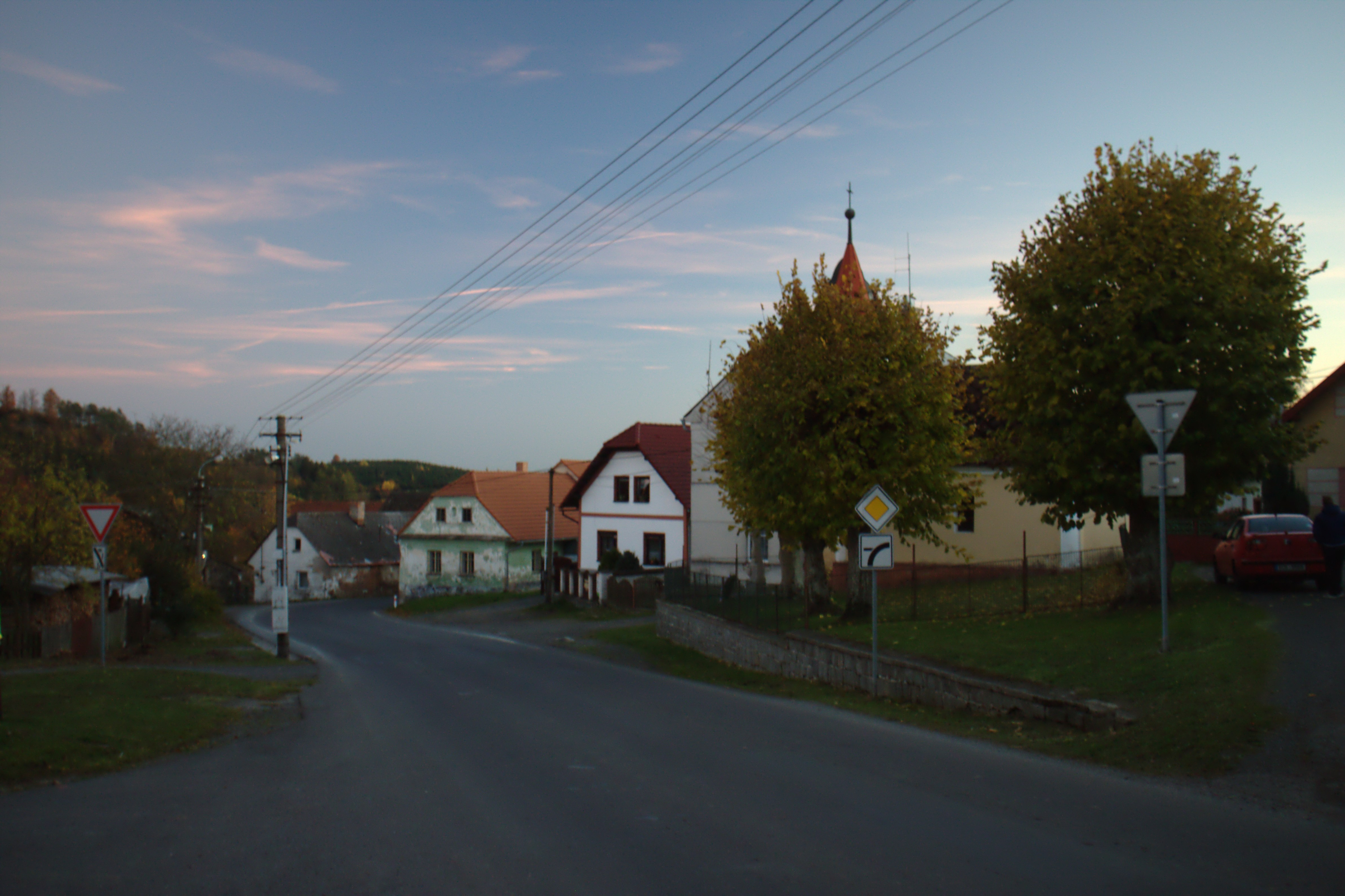
Náves
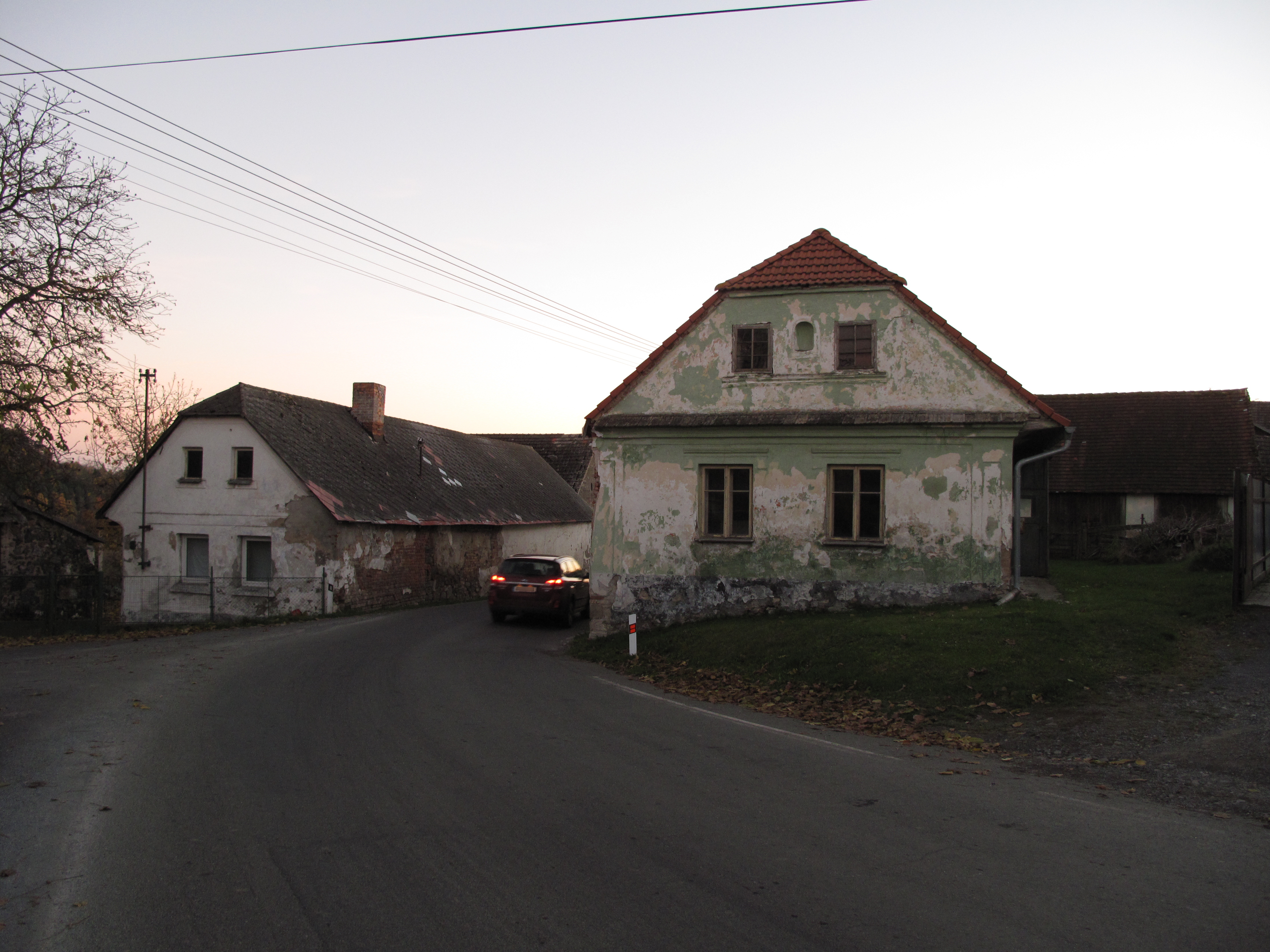
Silnice